# Parque de Diversiones Mundo Petapa
Mundo Petapa es un parque temático en Guatemala. El parque se encuentra está ubicado en la Avenida Petapa y 42 calle de la zona 12 de la Ciudad de Guatemala. El parque es considerado como el primer parque temático del Instituto de Recreación de los Trabajadores de la Empresa Privada de Guatemala (IRTRA). Este fue inaugurado, el 26 de marzo de 1976 con el objetivo de proveer otro tipo de recreación a las familias guatemaltecas. El parque tenía planificado abrir más tarde de la fecha establecida , sin embargo , el 4 de febrero de 1976 ocurriría un terremoto en Guatemala que devastaría el país dejando más de 20 000 fallecidos y 70,000 heridos. El presidente Kjell Eugenio Laugerud García pidió abrir antes el parque para levantar la moral del pueblo producida por el terremoto, ofreciendo un poco de satisfacción contra el dolor que causó el terremoto en el país. El parque tiene una capacidad de recibir a 12,500 visitantes recurrentes. 

## Atracciones
Mundo Petapa cuenta con 25 atracciones y 4 plazas ambientadas (Plaza Alegría, Plaza Las Estrellas, Plaza Mi Barrio, Plaza Arcoiris) además de posee dos plazas ambientadas Valle de Los Dinosaurios , el cual tiene temática orientada a los dinosaurios y posee juegos de parque para niños y el Zoológico La Jungla que posee una gran variedad de especies entre ellos mamíferos, aves y reptiles.

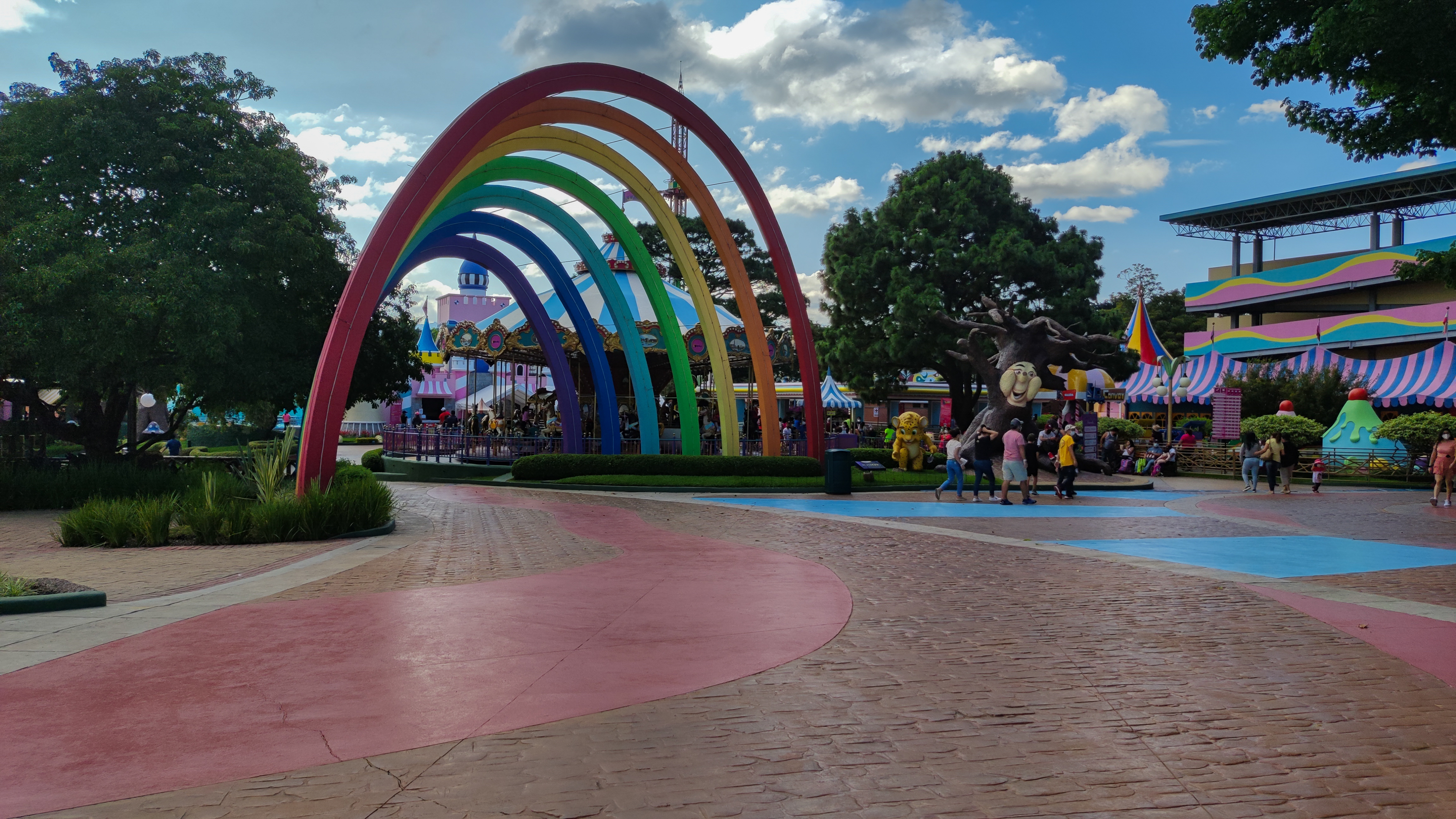
Entrada al Parque

El parque posee cuatro montañas rusas a lo largo de sus instalaciones: El Relámpago, El Dragón, El Ratón Lorocco y la Moto Bala. Además de ser el único parque de la institución en tener un juego de estilo caída libre llamado El Rascacielos que cuenta con una altura de 53 metros de altura. 
| Nombre            | Plaza              |
| ----------------- | ------------------ |
| Brikanguro        | Plaza Alegría      |
| Moto Bala         | Plaza Alegría      |
| Tronco Splash     | Plaza Alegría      |
| Bumperazo         | Plaza Alegría      |
| Remolino          | Plaza Alegría      |
| Ratón Loroco      | Plaza Alegría      |
| El Relampago      | Plaza Alegría      |
| Comanche          | Plaza Alegría      |
| Rascacielos       | Plaza Alegría      |
| Carrusel          | Plaza Arcoiris     |
| Guerra Pirata     | Plaza Arcoiris     |
| Faro Saltarín     | Plaza Arcoiris     |
| El Trencito       | Plaza Arcoiris     |
| Revoloteo         | Plaza Arcoiris     |
| Samba Ballon      | Plaza Arcoiris     |
| Polo Norte        | Plaza Arcoiris     |
| El Dragón         | Plaza Arcoiris     |
| Casichoco         | Plaza Arcoiris     |
| Bici Magica       | Plaza Arcoiris     |
| Loco Bus          | Plaza Arcoiris     |
| Bumpercitos       | Plaza Arcoiris     |
| Ballon Wheel      | Plaza Arcoiris     |
| Tifón             | Plaza Arcoiris     |
| Sol de Mi Barrio  | Plaza de Mi Barrio |
| Casa de Don Chebo | Plaza de Mi Barrio |

### Asistencia

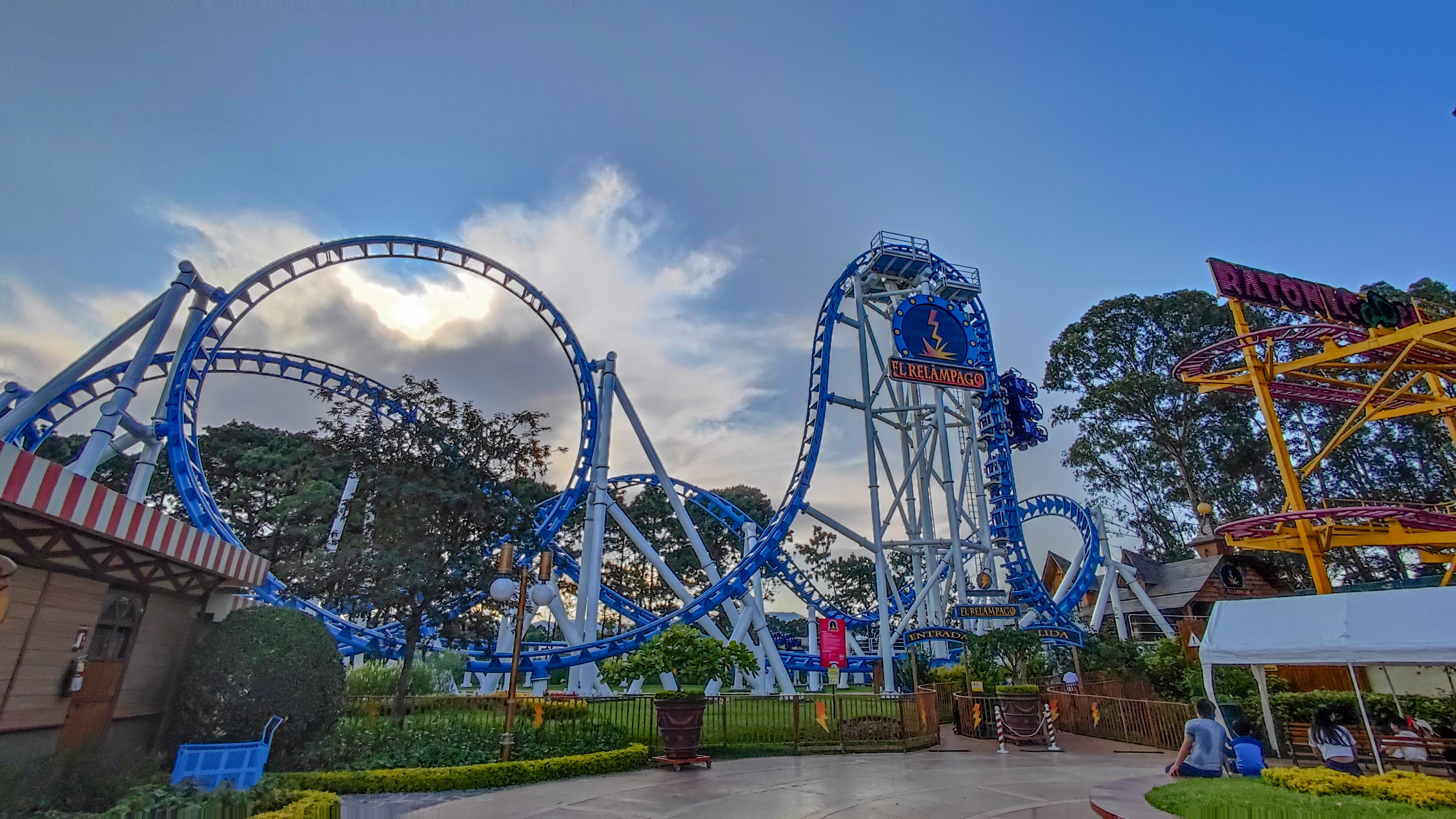
El Relámpago

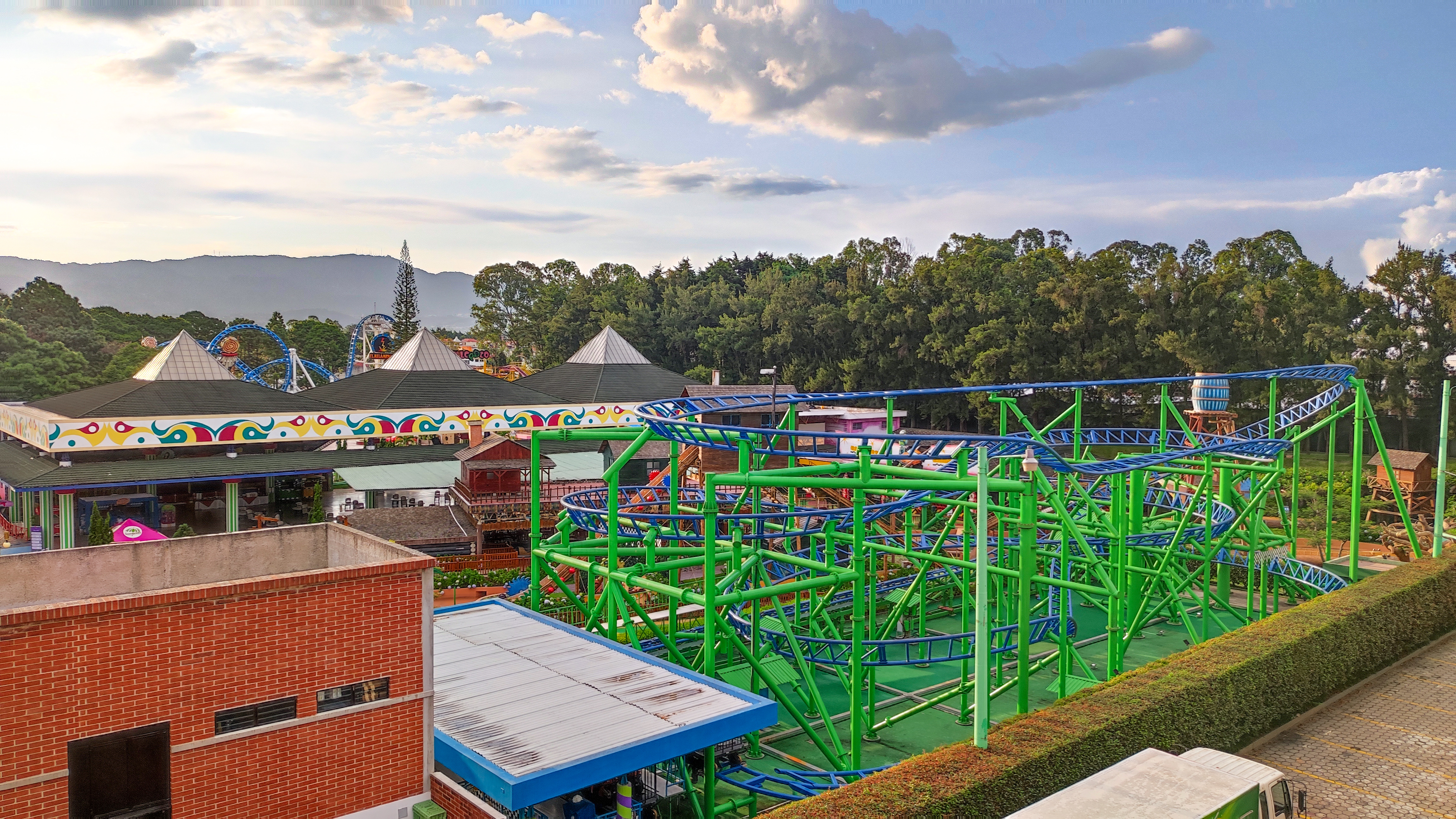
Moto Bala

Mundo Petapa es uno de los parques con mayor asistencia de toda Latinoamérica y el que más visitantes recibe de todo el país.
A continuación una tabla de asistencia de Mundo Petapa:
| Año  | Asistencia Total |
| ---- | ---------------- |
| 2018 | 1 226 321        |
| 2019 | 1 330 250        |
| 2020 | 268 428          |
| 2021 | 663 556          |
| 2022 | 1 144 445        |